# Villa Kujoyama
La Villa Kujoyama est un établissement artistique français, situé sur le mont Higashi à Kyoto et destiné à l’accueil en résidence d’artistes et de créateurs français. Construite en 1992 par l’architecte Katō Kunio (加藤邦男), la Villa Kujoyama est aujourd’hui l’un des plus anciens et plus prestigieux programmes de résidence français en Asie,.
En 2022, la Villa Kujoyama fête ses 30 ans à travers une diversité d'événements en France et au Japon,. Elle a accueilli depuis sa création plus de 450 artistes et créateurs dont les disciplines oscillent de la création artistique contemporaine à la recherche en sciences humaines et sociales. Ils et elles ont ainsi pu développer un projet en lien avec le Japon, dans les champs les plus variés de la création.
La Villa Kujoyama est l’une des cinq antennes de l’Institut français du Japon. Elle agit en coordination avec l’Institut français et bénéficie du soutien de la Fondation Bettencourt Schueller depuis 2014.

## Historique

### La création d’un Institut franco-japonais à Kyoto
Construite en 1992, la Villa Kujoyama est le fruit d’un projet antérieur qui remonte à 1926 alors que Paul Claudel occupe encore le poste d’Ambassadeur de France au Japon,. L’idée initiale de ce dernier est d’établir un centre culturel dans la région du Kansai ; ce projet se développe grâce à l’aide de Katsutaro Inabata 稲畑勝太郎 (1862-1949), alors Président de la Chambre de Commerce et d’Industrie d’Osaka. L’industriel japonais parvient à réunir un groupe de japonais francophiles et crée la Société de rapprochement intellectuel franco-japonais par laquelle les fonds nécessaires sont rassemblés pour la construction d’un établissement culturel sur le mont Higashi, à l’emplacement actuel de la Villa Kujoyama.
D’abord imaginé comme une université d’été proposant sur trois ans et à raison de dix semaines par an un enseignement de langue et de culture française, le projet de l’établissement est quelque peu modifié. Il est décidé de le nommer Institut franco-japonais, de l’ouvrir tout le long de l’année et de lui attribuer des missions d’enseignement de la langue française et de sensibilisation aux idées françaises.
La Société de rapprochement intellectuel franco-japonais assure la tutelle de ce nouvel Institut, construit grâce à des fonds japonais, le fonctionnement et la programmation culturelle sont quant à eux pris en charge par le gouvernement français. L’Institut franco-japonais est inauguré le 5 novembre 1927 et est dirigé dans ses premières années par le géographe Francis Ruellan.
C’est en 1936 que l’Institut franco-japonais est transféré près de l’Université Impériale dans le quartier d’Izumidono alors en plein développement. Un nouveau bâtiment voit le jour tandis que le site construit sur le mont Higashi en 1926 est laissé à l’abandon pendant près de cinquante ans.

### De l’Institut franco-japonais à la Villa Kujoyama
Le bâtiment se dégrade, de sorte que dans les années 1970 les riverains protestent de plus en plus. Ainsi, la démolition du site est actée en 1981 et la Société de rapprochement intellectuel franco-japonais rassemble les fonds pour prendre en charge la destruction de l’édifice. Le terrain dégagé, la vente de celui-ci est alors prévue. Toutefois, le gouvernement français, à la suite de l’annonce, manifeste son intérêt pour ce terrain surplombant Kyoto et exprime sa désapprobation quant à cette vente envisagée.
Les administrateurs français et japonais de la Société de rapprochement intellectuel franco-japonais s'accordent sur l'annulation de la vente et réfléchissent à une nouvelle utilisation du site. En 1986, ils s’entendent et décident de construire une résidence d’artistes, en raison notamment de la nature de Kyoto, ville d’art et d’histoire et de l’emplacement sans pareille du site, véritable « balcon sur la ville ». La décision de fonder ce « Centre franco-japonais pour les échanges et la création » est prise le 11 novembre 1986.
Il s’ensuit trois années de levée de fonds auprès des principales sociétés du Kansai ; cette opération est prise en charge par Inabata Katsuo (稲畑勝), le petit-fils de Katsutaro Inabata.
Le projet architectural est confié à l’architecte Katō Kunio, alors professeur à l’université de Kyoto. Il prend la forme d’un bâtiment de mille mètres carrés, susceptible d’accueillir simultanément six artistes pour des séjours de création. L’architecte façonne son projet au croisement de la culture française et japonaise et choisit d’allier tout à la fois « rigueur de la composition modulaire et liberté de distribution des espaces. »
Le chantier débute en janvier 1991 pour 18 mois, et ouvre ses portes aux premiers résidents en octobre 1992, avec une inauguration officielle le 5 novembre 1992. Ce Centre est aujourd’hui connu comme l’actuelle Villa Kujoyama.
Entre 1992 et 2012, la Villa Kujoyama a accueilli 275 artistes et créateurs français pour des périodes de résidences pouvant aller jusqu’à douze mois. L’établissement est durant cette période géré conjointement par l’Institut français, qui assure la coordination du programme et le financement des allocations des artistes et créateurs, et par le ministère des Affaires étrangères qui finance le fonctionnement et les activités artistiques et culturelles de l’établissement.

### 2013–2014: une période de rénovation
Après plus de vingt ans d’activités, la Villa Kujoyama ferme ses portes pour deux ans de rénovation. Le bâtiment alors vieillissant, il est question de mettre un terme au programme et de fermer le site.
C’est l’implication notamment de mécènes qui permet son maintien. D’une part, la Fondation Pierre-Bergé - Yves-Saint-Laurent apporte son soutien à la rénovation de l’édifice en effectuant des travaux d’isolation, de mises aux normes, de nettoyage et de dallage ; son soutien à hauteur de 500 000 € permet de mener à bien ces travaux, jusqu’à la réouverture de la Villa en 2014.
D’autre part, la Fondation Bettencourt-Schueller s’engage aux côtés de la Villa sur trois années pour financer le fonctionnement et les activités artistiques et culturelles de l’établissement. Elle soutient ainsi le programme à hauteur de 754 000 € entre 2014 à 2017. La Fondation Bettencourt Schueller renouvelle son soutien en tant que mécène du programme de résidence pour la période 2022-2026,.

## La Villa Kujoyama aujourd'hui

### Les programmes de résidence
La Villa Kujoyama propose 3 dispositifs de résidences distincts.
Le premier (en solo) permet à un candidat français ou étranger résidant en France depuis au moins 5 ans de présenter un projet de recherche, pour une résidence de 4, 5 ou 6 mois. Le deuxième (en binôme), offre une résidence de 4 mois à deux candidats français ou étrangers résidant en France depuis au moins 5 ans et leur permet de travailler en binôme sur un projet commun. Le dernier (en duo), s’adresse à un candidat français ou étranger résidant en France depuis au moins 5 ans souhaitant développer un projet de collaboration avec un candidat japonais résidant au Japon, pour une résidence de 4 mois.
L’ouverture du programme aux métiers d’art à Kyoto, cette ville caractérisée par sa tradition artisanale millénaire, trouve une justesse et une pertinence pour les acteurs français et japonais. Cette dimension permet à la fois de multiplier les interactions entre les artistes des deux pays et d’établir un dialogue avec les habitants. L’objectif est ainsi d’ancrer le programme dans le territoire kyotoïte et faciliter les échanges dans cette ville qui a appris à se diversifier et à mêler pratique traditionnelle et activités modernes.

### Les disciplines accueillies
Les disciplines concernées sont les suivantes :
- Architecture/paysage/urbanisme
- Arts de la rue/cirque/marionnettes
- Création numérique
- Arts plastiques
- Bande dessinée
- Cinéma
- Critique d’art et commissariat d’expositions
- Danse/ Performance
- Design/ Graphisme
- Gastronomie
- Littérature
- Métiers d’art
- Mode
- Musique
- Photographie
- Théâtre

Depuis 2014, les champs des disciplines accueillis ont été élargis aux arts numériques et aux métiers d’art. L’ouverture au domaine des métiers d’art correspond à un souhait de la Fondation Bettencourt Schueller de valoriser à l’international les créateurs et artisans d’arts tout en permettant une sauvegarde et une transmission des savoir-faire des métiers d’excellence dans ces deux pays.
En 2019, l’éventail des disciplines est élargi aux arts de la rue/ cirque/ marionnette, aux jeux vidéo et au commissariat d’exposition.

### Diffusion et post-résidence
Par ses activités, la Villa invite au dialogue les cultures de ces deux pays et traduit sur le plan de l’art et de la culture les proximités et les passerelles qui existent entre le Japon et la France.
Depuis l'arrivée de la nouvelle directrice Adèle Fremolle en septembre 2022, la Villa Kujoyama ouvre ses portes tous les premiers jeudis du mois aux publics.
La Villa Kujoyama dispose d'un accompagnement artistique, pendant et après la résidence, avec l’Institut français. Les 5 années qui suivent la fin de la résidence, la post-résidence, permettent aux artistes de présenter leurs travaux dans des lieux de diffusion en France ou bien de prolonger leur expérience au Japon avec l’appui de lieux partenaires de la Villa Kujoyama.

#### Au Japon
Les lauréats de la Villa sont invités chaque année à exposer leur travail lors de la Nuit Blanche Kyoto, un festival de création contemporaine organisé par l'Institut français du Kansai et la ville de Kyoto. Les travaux des lauréats sont alors présentés non seulement à la Villa, mais aussi dans d’autres lieux partenaires.

#### En France
La Villa Kujoyama possède un dispositif de partenariats pluriannuels permettant d'approfondir les productions artistiques après la résidence au Japon. À Paris, le partenariat avec le Musée de la Chasse et la Nature et la Maison de la Culture du Japon, offre aux artistes l’opportunité de montrer leurs œuvres dans le cadre de leur programmation,. Dans le Val-d’Oise, le centre d’art contemporain de l’Abbaye de Maubuisson permet aux artistes de finaliser leurs créations débutées lors de leur séjour à la Villa, en mettant à leur disposition un atelier de travail et en leur fournissant un accompagnement curatorial et/ ou logistique.

#### À l'international
En collaboration avec la Villa Albertine aux États-Unis, l'Académie de France à Rome - Villa Médicis et la Casa de Velázquez à Madrid, la Villa Kujoyama participe à ¡Viva Villa!, un appel à projets lancé en 2016 destiné aux institutions culturelles établies sur le territoire français. L'objectif est de permettre la restitution du travail réalisé par les artistes, créateurs et chercheurs issus de ces quatre résidences d'artistes françaises situées à l'étranger à travers une diversité de formats.

## Fondation Bettencourt Schueller
Depuis 2014, la Fondation Bettencourt Schueller joue un rôle essentiel en tant que principal mécène de la Villa Kujoyama. Fondation familiale reconnue d'utilité publique depuis sa création, elle s'engage à "donner des ailes aux talents" afin de contribuer au succès et à l'influence de la France. Dans cette optique, elle recherche, sélectionne, soutient, accompagne et met en valeur des individus qui façonnent aujourd'hui le monde de demain, dans trois domaines qui participent concrètement au bien commun : les sciences de la vie, les arts et la solidarité. Depuis sa création en 1987, elle a récompensé 634 lauréats et soutenu plus de 1000 projets portés par diverses équipes, associations, établissements et organisations.

### Prix Liliane Bettencourt pour l'Intelligence de la Main
Créé en 1999 par la Fondation Bettencourt Schueller, le prix Liliane Bettencourt pour l’Intelligence de la Main récompense savoir-faire, créativité et innovation dans le domaine des métiers d’art.
Deux lauréats du prix Liliane Bettencourt pour l’Intelligence de la Main sont invités chaque année, à partir de 2022, à séjourner un mois à la Villa Kujoyama afin de développer un projet en lien avec leur savoir-faire et la culture japonaise. Nicolas Pinon (2022), Mona Oren (2022), Fanny Boucher (2023), Grégoire Scalabre (2023), Steven Leprizé (2024) et Aurélie Lanoiselée (2024) sont les lauréats du prix Liliane Bettencourt pour l’intelligence de la main ayant résidé à la Villa Kujoyama.
Le statut des lauréats invités à séjourner à la Villa Kujoyama diffère de celui des lauréats des autres programmes de résidence de la Villa. Néanmoins, les lauréats sélectionnés ont la possibilité de déposer, par ailleurs, une candidature pour les programmes de résidences solo, binôme, ou duo, proposés par l’Institut français.

## Les lauréats depuis 1992
En raison de la crise sanitaire du Covid-19, le séjour à la Villa Kujoyama des lauréats 2020 et 2021 a été repoussé.

### Architecture
- 1993 : Franck de Gioanni
- 1994 : Georges Heintz
- 1996 : Renaud Djian ; Charles-André Nouvellet
- 1998 : Philippe Grégoire
- 1999 : Nikolas Jankovic
- 2001 : Benoît Maillard ; Elodie Nourrigat
- 2002 : Florence Lipsky
- 2003 : Philippe Rahm
- 2005 : Isabelle Berthet-Bondet ; Didier Goury
- 2010 : Olivier Boucheron
- 2015 : Andy Todd et Kiichiro Hagino
- 2016 : Benjamin Lafore et Sébastien Martinez Barat (binôme)
- 2018 : Louise Lemoine et Ila Bêka
- 2019 : Benjamin Aubry
- 2021 : Ludivine Gragy (en résidence en 2022)
- 2024 : Noël Picaper
- 2025 : Théo Mouzard et Marine Royer

### Arts plastiques
- 1992 : Laurent Joubert, Ange Leccia
- 1993 : Catherine Beaugrand ; Dominique Pasqualini et Jean-François Brun (binôme) ; Raffi Kaiser ; Frédéric Pollet ; Marie Sester
- 1994 : Gérard Boidin ; Frédéric Boilet ; Miguel Chevalier ; Christian Jaccard ; Philippe Laleu ;
- 1995 : Beb-Deum ; Xavier Veilhan
- 1996 : Marc Couturier ; Véronique Joumard
- 1997 : Dominique Gonzalez-Foerster ; Nadine Lère ; Jean-Luc Vilmouth
- 1998 : Alexandre Périgot
- 1999 : Jean-Baptiste Bruant & Maria Spangaro (binôme) ; Patrick Neu ; Rainer Oldendorf
- 2000 : Bernard Joisten ; Laure Tixier ; Daniel Walravens
- 2001 : Elisabeth Creseveur
- 2002 : Virginie Delannoy ; Philippe Weisbecker
- 2003 : Ladan Shahrokh Naderi ; Janusz Stega
- 2004 : Roland Flexner
- 2005 : Anne Frémy ; Pierre Malphettes ; Agathe May
- 2006 : Pierre La Police ; Laurent Pariente
- 2007 : Emmanuel Guibert
- 2008 : Marion Laval-Jeantet et Benoît Mangin (binôme)
- 2009 : Yves Bélorgey
- 2010 : Benoît Broisat
- 2011 : Pierre Kabat
- 2012 : Le Gentil Garçon ; Fabien Giraud
- 2014 : Grégory Chatonsky
- 2015 : Damien Jalet et Nawa Kohei (duo)
- 2016 : Laëtitia Badaut Haussmann ; Natacha Nisic et Ken Daimaru (duo) ; Olivier Sévère
- 2018 : Emmanuel Guillaud et Takao Kawaguchi (duo) ; Gaëlle Hippolyte et Lina Hentgen "Hippolyte Hentgen" (binôme) ; Béatrice Balcou et Yuki Okumura (duo)
- 2019 : Hugo Capron ; Mimosa Echard
- 2020 : Anne Le Troter
- 2021 : Louise Hervé et Clovis Maillet (en résidence en 2023) ; Bady Dalloul
- 2023 : Seulgi Lee
- 2024 : Lauren Tortil ; Simon Nicaise ; Ulla von Brandenburg
- 2025 : César Debargue ; Mark Geffriaud

### Art culinaire, gastronomie
- 1997 : Renaud Tissot Boris
- 2019 : Luz Moreno & Anaïs Silvestro (binôme)
- 2020 : Céline Pelcé (en résidence en 2021)
- 2025 : Martin Planchaud

### Arts numériques
- 1999 : Véronique Legendre
- 2000 : Isabelle Dupuy
- 2001 : Philippe Freling ; Eric Maillet
- 2002 : Pierre Giner
- 2004 : Jérôme Duval
- 2005 : Maïder Fortuné & Loïc Serot (binôme) ; Julien Maire
- 2006 : Éric Duranteau
- 2007 : Matthieu Mercier
- 2009 : Romain Kronenberg
- 2012 : Alexandre Maubert
- 2014 : Grégory Chatonsky
- 2016 : Thomas Pons & Julie Stephen Chheng (binôme)
- 2017 : Bertrand Planes
- 2021 : Julie Vacher (en résidence en 2022 et 2023)
- 2025 : Maxime Marion & Émilie Brout

### Arts visuels
- 2017 : Angela Detanico & Rafaël Lain (binôme)

### Bande dessinée
- 2007 : Emmanuel Guibert
- 2008 : Nicolas de Crécy
- 2009 : Lucie Albon
- 2010 : Pierre Gajeswski
- 2012 : Géraldine Kosiak
- 2017 : Raphaële Enjary et Olivier Philipponneau (binôme)
- 2018 : Catherine Meurisse
- 2020 : Cyril Pedrosa
- 2025 : Delphine Panique

### Cinéma
- 1995 : Sylvie Nayral
- 1996 : Pascal Auger
- 1998 : Nathalie Gachet ; Brigitte Lemaine
- 2000 : David Fourier
- 2001 : Anne Appathurai
- 2002 : Yann Kassile ; Sonia Kronlund
- 2003 : Violaine Donadello Szapary ; Christelle Lheureux
- 2004 : Catherine Abecassis ; Denis Dercourt
- 2006 : Dominique Auvray ; Xavier Brillat ; François Christophe
- 2007 : Jérôme Boulbès ; Laetitia Mikles
- 2008 : Camille de Casabianca ; Jean-Charles Fitoussi
- 2009 : Hélène de Crécy ; Malek Bensmaïl
- 2010 : Judith Cahen ; Guillaume Giovanetti et Çagla Zencirci (binôme) ; Valérie Mréjen & Bertrand Schefer
- 2011 : Christian Merlhiot ; Marc Petitjean
- 2012 : Mélanie Pavy et Idrissa Guiro
- 2015 : Emmanuel Burdeau ; Pierre-Jean Giloux
- 2016 : Léonard Barbier-Hourdin ; Alain Gomis et Ito Kaori (duo)
- 2017 : Damien Odoul
- 2018 : Gaspard Kuentz et Yasuhiro Morinaga (duo)
- 2019 : Rithy Panh
- 2020 : Simon Rouby et Native Maqari (binôme) ; Blaise Perrin (en résidence en 2023)
- 2021 : Philippe Rouy (en résidence en 2022) ; Quentin Coulon & Ombline Ley (binôme) (en résidence en 2023)

### Critique d'art
- 1997 : Pascal Beausse
- 2011 : Yoan Gourmel et Elodie Royer
- 2014 : Anne Bonnin & Thomas Clerc
- 2015 : Vincent Romagny
- 2019 : Annie Claustres
- 2021 : Karin Schlageter (en résidence en 2022)
- 2023 : Sébastien Pluot

### Danse
- 1992 : Susan Buirge
- 1994 : Santiago Sempere
- 1995 : Cécile Proust
- 1996 : Didier Theron
- 1998 : Pal Frenak ; Jean-Marc Zelwer et Françoise Lattuada
- 1999 : Héla Fattoumi & Éric Lamoureux (binôme) ; Alain Rigout et Satchie Noro (duo)
- 2001 : Joël Borgès de Freitas ; Emmanuelle Huynh ; Alain Michard
- 2002 : Mié Coquempot et Jérôme Andrieu (binôme)
- 2003 : Nadia Lauro et Jennifer Lacey (binôme)
- 2004 : Claudia Triozzi
- 2007 : Vienne
- 2009 : Franck Micheletti
- 2010 : Matthieu Doze
- 2011 : David Wampach
- 2012 : Maria Donata d'Urso et Wolf Ka (binôme)
- 2015 : Damien Jalet et Nawa Kohei (duo)
- 2017 : Mylène Benoit
- 2018 : Emmanuel Guillaud et Takao Kawaguchi (duo) ; Nach/ Anne-Marie Van
- 2019 : Benjamin Bertrand ; Camille Mutel
- 2020 : Jann Gallois ; Éric Minh Cuong Castaing et Anne-Sophie Turion (binôme) (en résidence en 2022)
- 2023 : Pauline Brun
- 2024 : Julia Cima & Jeanne Vicerial
- 2025 : Grégoire Schaller & Darius Dolatyari-Dolatdous

### Design/ Graphisme
- 1994 : Charles Bove ; Martine Harlé
- 1995 : Christian Ghion et Patrick Nadeau
- 1997 : Florence Bost
- 1998 : Vincent Beaurin ; Nestor Perkal
- 1999 : Sidonie Camplan et Florence Doléac-Stadler (binôme) ; Jean-Michel Letellier
- 2000 : Xavier Moulin
- 2001 : Vincent Tordjman
- 2005 : Aboubackar Fofana
- 2006 : Laurence Brabant
- 2008 : Sébastien Cordoléani et Franck Fontana (binôme)
- 2009 : Benjamin Graindorge
- 2010 : Armel Barraud
- 2011 : José Lévy
- 2012 : Pierre Charpin ; Alexandre Dimos
- 2014 : Quentin Vaulot et Goliath Dyèvre (binôme)
- 2015 : François Azambourg
- 2016 : Felipe Ribon et Ryōko Sekiguchi ; Anne Xiradakis
- 2017 : Jean-Sébastien Lagrange, Laureline Galliot et Mathieu Peyroulet-Ghilini (binôme) ; Angela Detanico et Rafael Lain (binôme)
- 2018 : Johan Brunel
- 2019 : André Baldinger ; Samy Rio
- 2020 : Émilie Rigaud (en résidence en 2023)
- 2021 : Natacha Poutoux et Sacha Hourcade (binôme) ; Yuko Oshima (en résidence en 2022) ; Alexandru Balgiu
- 2023 : Karine Arabian et Frank Blais (binôme)
- 2024 : Maxime Matias
- 2025 : Vincent Tuset-Anrès

### Littérature/ livre
- 1994 : Dominique Noguez
- 1995 : Luc Lang ; Hubert Lucot
- 1996 : Bruno Bayen ; Jean-Philippe Toussaint
- 1998 : Patrick Cahuzac ; Isabelle Jarry
- 1999 : Philippe Forest ; Andoche Praudel
- 2000 : Marc Dachy ; Morgan Sportès
- 2001 : Lisa Bresner
- 2002 : Éric Sadin
- 2003 : Antonin Potoski
- 2004 : Philippe Adam ; Yann Apperry
- 2006 : Olivier Adam ; Florent Feyrabend
- 2007 : Vincent Eggericx ; Valérie Sigward
- 2008 : Muriel Barbery ; Anne-James Chaton ; Céline Curiol
- 2009 : Nadine Ribault
- 2010 : Pierre Vinclair
- 2011 : Céline Minard
- 2012 : Thomas B. Reverdy ; Éric Faye
- 2015 : Jean-Baptiste del Amo ; Iris de Moüy
- 2016 : Emmanuel Carrère ; Felipe Ribon et Ryōko Sekiguchi
- 2017 : Antoine Volodine ; Olivier Philipponneau & Raphaële Enjary (binôme)
- 2018 : Olivia Rosenthal
- 2019 : Arnaud Rykner
- 2020 : Nathalie Azoulai (en résidence en 2023)
- 2021 : Boris Bergmann (en résidence en 2022)
- 2024 : Emmanuel Ruben

### Métiers d'art
- 2014 : Manuela Paul-Cavallier
- 2015 : Mylinh Nguyen ; Nelly Saunier ; Céline Sylvestre
- 2016 : Karl Mazlo ; Émilie Pedron
- 2017 : Baptiste Ymonet & Vincent Jousseaume (binôme) ; François-Xavier Richard ; Violaine Blaise
- 2018 : Sandrine Rozier ; Martine Rey
- 2019 : Marion Delarue ; Laurel Parker et Paul Chamard (binôme)
- 2020 : Johan Després (en résidence en 2022) ; Flore Falcinelli (en résidence en 2021)
- 2021 : Céline Wright ; Sébastien Desplat (en résidence en 2022)
- 2023 : Gérald Vatrin ; Tony Jouanneau
- 2024 : Nina Fradet ; Dimitry Hlinka & Nicolas Pinon
- 2025 : Mona Oren ; Régis Floury

### Mode
- 2005 : Olivier Saillard
- 2009 : Michèle Chatenet
- 2011 : Ligia Dias
- 2015 : Aurore Thibout
- 2018 : Pauline Abascal & Kanako Kajihara
- 2020 : Marie Labarelle (en résidence en 2023)
- 2021 : Teddy Sanches (en résidence en 2022 et 2023)
- 2025 : Marion Vidal

### Musique
- 1992 : Eugène de Montalembert
- 1994 : Allain Gaussin
- 1995 : Maurice Delaistier
- 1996 : José Manuel López López
- 1997 : Jean-François Cavro ; Kasper T. Toeplitz
- 1998 : Joëlle Léandre
- 1999 : André Bon ; Bertrand Dubedout ; Thierry Ravassard
- 2000 : Hacène Larbi ; Christine Mennesson
- 2001 : Jean-Luc Hervé
- 2002 : Laurent Martin
- 2003 : Marzena Komsta ; Oscar Strasnoy
- 2004 : Fabrice Ravel-Chapuis
- 2005 : Yassen Vodenitcharov
- 2006 : Fabrice Planquette
- 2007 : Gilbert Nouno ; Ondrej Adamek ; Véronique Brindeau ; Michel Henritzi
- 2008 : Isabelle Duthoit ; Claire-Mélanie Sinnhuber
- 2009 : Rasim Biyikli
- 2010 : Émilie Hanak ; Valério Sannicandro
- 2011 : Bertrand Gauguet ; Philippe Manoury ; Yves Chauris ; Sylvain Chauveau
- 2012 : Noriko Baba
- 2015 : Armelle Dousset et Matthieu Metzger (binôme)
- 2016 : Didier Aschour et Seijiro Murayama (duo)
- 2017 : Frédéric Blondy
- 2018 : Thierry Machuel
- 2020 : Nathanaëlle Raboisson (en résidence en 2023)
- 2021 : Krikor Kouchian
- 2024 : Pomme ; Maguelone Vidal
- 2025 : Maël Pénaud

### Parfum
- 2019 : Daniel Pescio

### Photographie
- 1993 : Xavier Lambours
- 1996 : Geneviève Stephenson
- 1997 : Thibaut Cuisset ; Lin Delpierre ; Thierry Girard
- 1998 : Touhami Ennadre
- 2000 : Marc Deneyer
- 2001 : Natacha Nisic
- 2002 : Pierre Gonnord ; Jean Rault
- 2003 : Pierre Faure ; Martine Locatelli
- 2004 : Christophe Bourguedieu ; Ornela Vorpsi
- 2005 : Jean-François Malamoud
- 2006 : Antoine d'Agata
- 2008 : Éric Baudelaire ; Guillaume Leingre
- 2009 : Luc Arasse
- 2011 : Philippe Marinig
- 2016 : Klavdij Sluban
- 2017 : Julien Guinand et Tadashi Ono (binôme)
- 2019 : Isabelle Le Minh
- 2021 : Sandrine Elberg (en résidence en 2022)
- 2024 : Louise Mutrel

### Recherche
- 1994 : Catherine Grout
- 1995 : André Kneib ; Éric Mézil ; Julie Brock-Peverelly
- 1996 : Antoine Gournay ; Martine Jullien
- 1998 : Christine Buci-Glucksmann ; Biruta Kresling
- 1999 : Philippe Bonnin
- 2000 : Claude Estèbe
- 2001 : Catherine Jami
- 2002 : Nicolas Fiévé
- 2003 : Corinne Atlan
- 2004 : Laurence Martin ; Olivier Reneau
- 2005 : Xavier Martel
- 2006 : Éric Germain
- 2010 : Agnès Giard

### Scénographie
- 1996 : Pierre-Alain Hubert ; Rémi Nicolas
- 2001: Claude Chestier
- 2002 : Giulio Lichtner

### Théâtre
- 1996 : Didier Bezace
- 1998 : Daniel Jeanneteau ; Didier Galas
- 2001 : François Hiffler & Pascale Murtin (binôme)
- 2003 : Pascal Rambert
- 2006 : Yan Allegret
- 2008 : Laurent Colomb
- 2009 : Zaven Paré ; Sandrine Garbuglia & Stéphane Ferrandez
- 2010 : Agnès del Amo
- 2012 : Lukas Hemleb
- 2015 : Georges Lavaudant
- 2017 : Thomas Bouvet & Hiroshi Ota (duo)
- 2018 : Simon Gauchet
- 2020 : Aurélie Pétrel et Vincent Roumagnac (binôme) (en résidence en 2023) ; Marcus Borja (en résidence en 2021)
- 2025 : Agathe Charnet

### Arts de la rue, cirque, marionnettes
- 2019 : Simon Moers et Tomoe Kobayashi (duo)
- 2024 : Tsirihaka Harrivel
- 2025 : Domitille Martin

### Jeux vidéo
- 2019 : Christophe Galati

## Les directeurs

### De 1992 à 2012
Entre 1992 et 2012, la direction de la Villa Kujoyama est assurée par le directeur de l’Institut français du Japon - Kansai.
- 1986-1994 : Michel Wasserman[39]
- 1994-1998 : Claude Hudelot
- 1998-2000 : Jérôme Delormas
- 2000-2002 : Jean-Claude Duthion
- 2002-2006 : Pierre Fournier
- 2006–2010 : Jean-Paul Ollivier
- 2010–2013 : Philippe Janvier-Kamiyama

### De 2014 à aujourd’hui
Depuis 2014, la Villa Kujoyama est un des cinq établissements de l’Institut français du Japon. Elle a un fonctionnement et une direction propre au même titre que les quatre autres instituts français (Tokyo, Kyoto, Fukuoka, Yokohama), les quatre Alliances françaises (Sapporo, Sendai, Aichi, Tokushima) et l’Institut de recherche du réseau culturel français au Japon.
Les directeurs depuis la réouverture sont :
- 2014-2017 : Christian Merlhiot et Sumiko Oé-Gottini[40]
- Depuis 2017 : Charlotte Fouchet-Ishii[41]
- Depuis septembre 2022 : Adèle Fremolle[42]